# ヨハネス1世 (ローマ教皇)
ヨハネス1世（Ioannes I、470年頃? - 526年5月18日）は、ローマ教皇（在位：523年 - 526年）。カトリック教会および正教会で聖人とされる。

## 選任の背景
西ローマ帝国滅亡後、その地の支配者は東ゴート族のテオドリックとなる。彼はアリウス派に属していたが、東ローマ帝国のユスティヌス1世がアリウス派の弾圧を始めると、両派の和解のため助祭ヨハネスを教皇位につけて使節団と共に東ローマ帝国に派遣した。

## 死去
ヨハネス1世は初めて東ローマ帝国を訪れた教皇となり、東ローマ側から歓待を受ける。だが、ユスティヌス1世は妥協を示さず、使節団は成果を何一つ手にすることなく帰国した。テオドリックはその結果に激怒し、ヨハネス1世を捕らえて牢へ投じた。ヨハネス1世は即位時点でかなりの老齢であり、長旅と老衰からテオドリックの処分を受ける前に獄死する。教皇の死についてはいくつかの伝聞が残され、時代が下った14世紀に作られたラヴェンナのサンタ・マリア・イン・ポルト・フォーリ教会のフレスコ画では、テオドリックが教皇を死に追い込んだ様子が描かれ、さらに下った15世紀には直接の「処刑」の様子を描いた細密画が描かれている。